# Oasi Levadina
L’Oasi Levadina è un'oasi del WWF naturalistica costituita su un'area di esondazione del fiume Lambro nel comune di San Donato Milanese e inserita nel Parco Agricolo Sud, sotto il cono di sorvolo degli aerei che atterrano all'aeroporto di Linate, istituita nel 2010.

## Il luogo

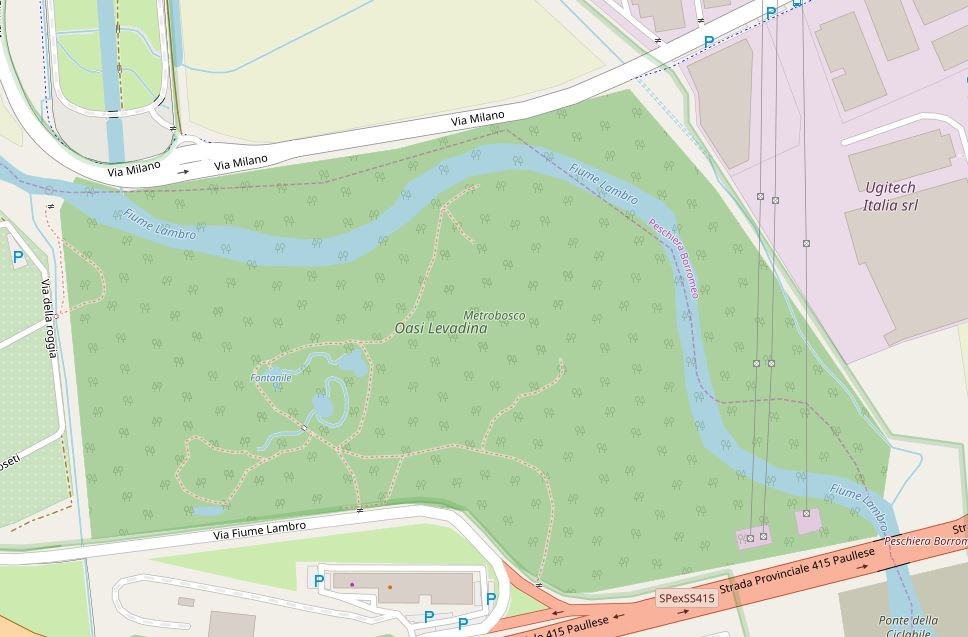
Mappa OpenStreetMap dell'Oasi

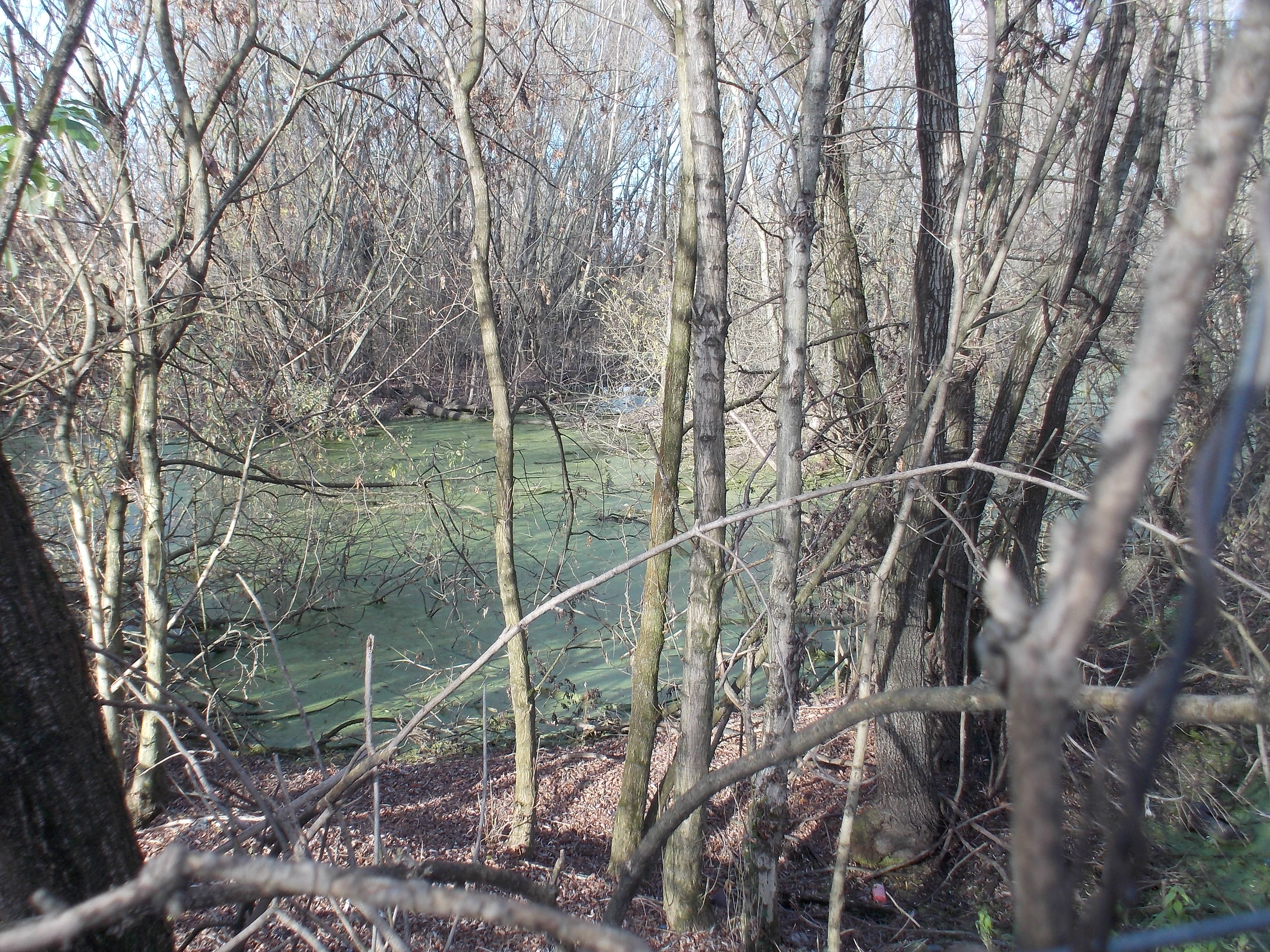
Scorcio del bosco igrofilo a fine novembre

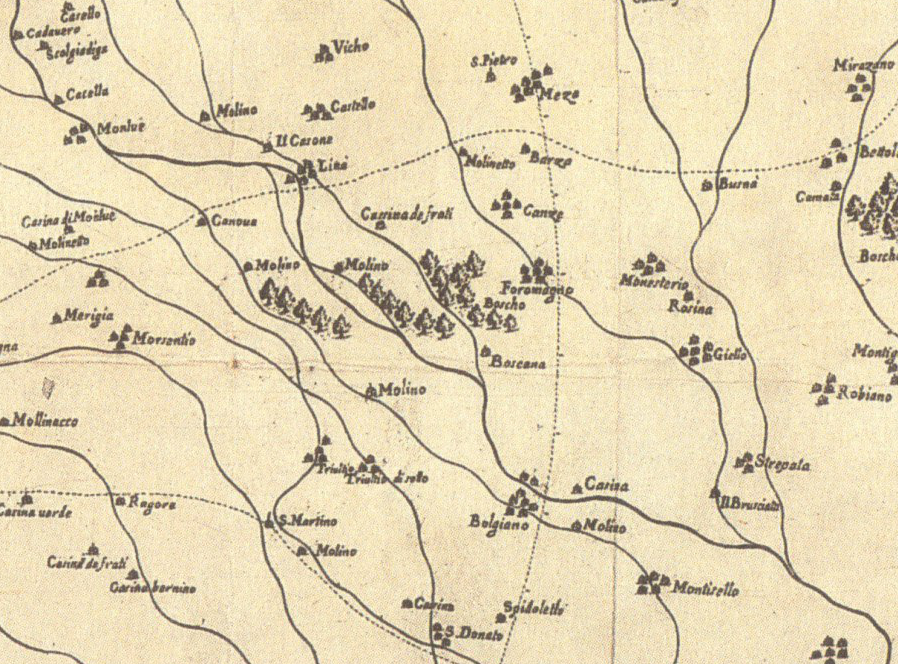
Dettaglio mappa del 1600 di Giovanni Battista Clarici, nella zona è indicata la presenza di aree boschive

L'oasi si sviluppa parallelamente al Lambro, limitata a sud dalla strada Paullese,a ovest dall'area a orti urbani di San Donato Milanese, a nord dai terreni agricoli del parco e dall'aeroporto, a est dal quartiere industriale di Peschiera Borromeo; prende il nome da una sorgente naturale. 
In parte l'area che la costituisce è derivata da un'opera di riqualificazione e rinaturalizzazione ambientale di terreni precedentemente utilizzati come area di deposito di materiali edili da parte di Eni, tramite piantumazione di essenze autoctone ad opera della Provincia di Milano, Parco Agricolo Sud e dalla azienda Ricoh Italia, quest'ultima ha sponsorizzato l'interramento di 8000 piante nell'ambito del progetto Metrobosco.
Alla riqualificazione hanno contribuito WWF e LIPU con il contributo della fondazione Cariplo
Alla sorveglianza dell'oasi partecipa anche il gruppo territoriale GEV “Tiglio” del Servizio Guardie Ecologiche Volontarie della Provincia di Milano.
L'ambiente è caratterizzato da una varietà di habitat naturali contigui, controllati dall'ampiezza delle piene del Lambro: si passa da argine fluviale a stagno, zona con fontanile  e bosco igrofilo in una lanca del fiume nelle zone abitualmente invase dalle acque del Lambro, a prati, arbusteti e bosco nelle aree meno frequentemente invase dalle esondazioni del fiume.
Entro l'area si trova un fontanile, chiamato Pennsylvania.

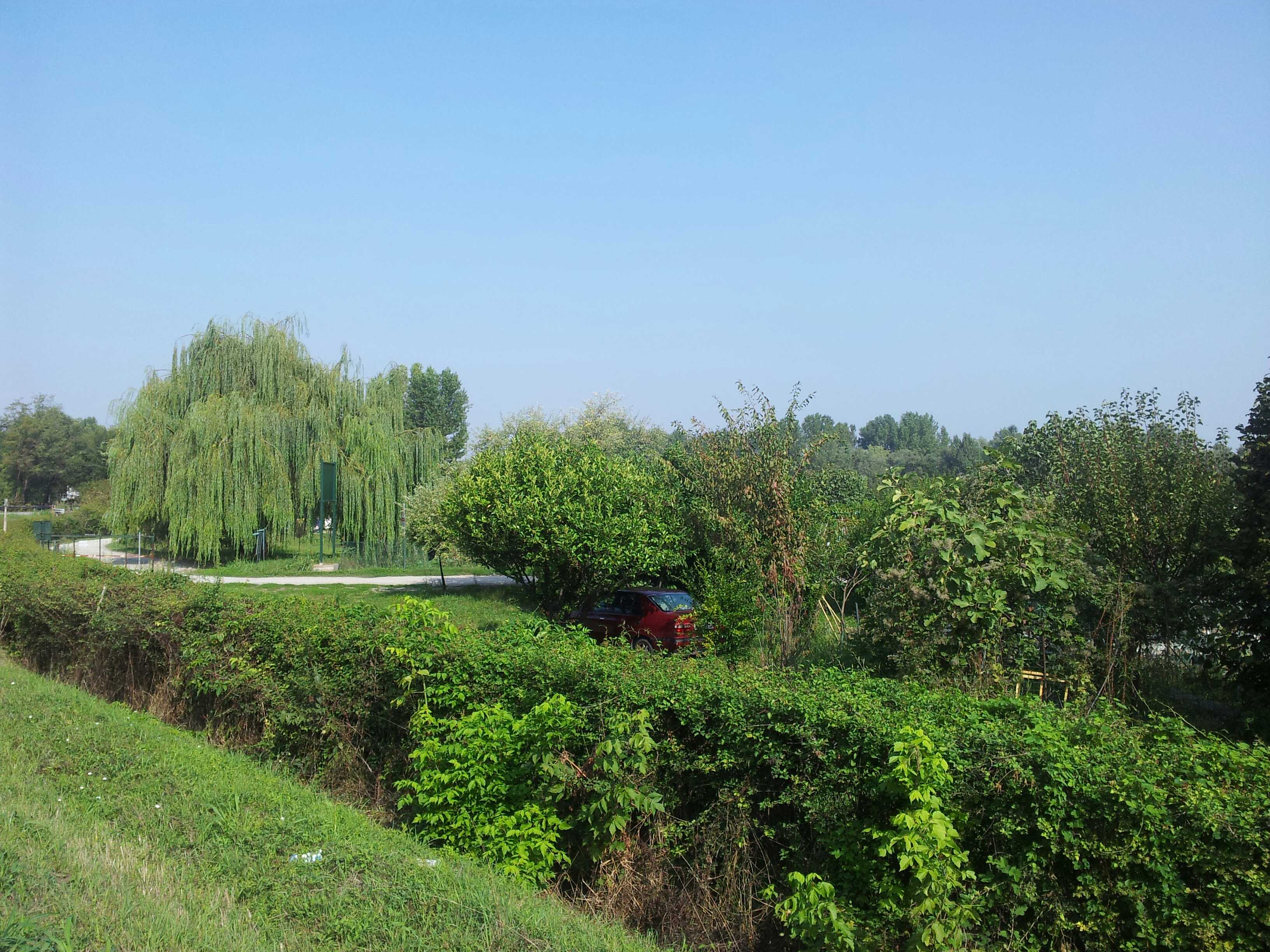
L'area a orti comunali di Via Fiume Lambro confinante nord con l'oasi

## Flora
Vi sono state censite 136 specie di piante e tra queste il 14% sono essenze considerate rare. Nel bosco si trovano carpini e prugnoli; nelle pozze d'acqua abbonda la lenticchia d'acqua, mentre nelle vicinanze si trova la Veronica beccabunga,

## Fauna
Nonostante la vicinanza con le aree urbane e metropolitane è presente una rilevante fauna, soprattutto interessante nel campo ornitologico, con abbondante presenza di aironi, che si nutrono dei pesci che catturano nel Lambro e nelle acque delle rogge circostanti.

### Insetti
- Tricotteri
- Calopteryx splendens

### Anfibi
- Tritone crestato

### Mammiferi
- Nutria
- Lepre
- Volpe rossa

### Avifauna
- Germano reale
- Folaga
- Airone cenerino
- Airone rosso
- Airone bianco
- Gallinella d'acqua

## Servizi
Percorsi di educazione ambientale per gruppi scolastici, e visitatori, con pannelli didattici.